# Фонте-де-Анжеан
Фонте-де-Анжеан (порт. Fonte de Angeão; МФА: [ˈfõ.tɨ dɨ ɐ̃.ʒi.ˈɐ̃w]) — парафія в Португалії, у муніципалітеті Вагуш. Розташована в західній частині країни, на теренах історичної португальської провінції Бейра. Входить до складу округу Авейру. За адміністративним поділом, чинним до 1976 року, терени парафії були складовою провінції Берегова Бейра. Належить до Авейрівської діоцезії Католицької церкви. Патрон — Діва Марія. Площа — 10,4384 км². Населення — 1179 ос. (2011). Слабо урбанізований регіон. Густота населення — 112,95 осіб/км²
. Код — 011803.

## Населення
| 1970  | 1981  | 1991  | 2001  | 2011  |
| 1 627 | 1 335 | 1 291 | 1 245 | 1 179 |